# UFC Fight Night: Lewis vs. Daukaus
UFC Fight Night: Lewis vs. Daukaus (también conocido como UFC Vegas 45, UFC on ESPN+ 57 y UFC Fight Night 199) fue un evento de artes marciales mixtas producido por Ultimate Fighting Championship que tuvo lugar el 18 de diciembre de 2021 en las instalaciones del UFC Apex en Enterprise, Nevada, parte del área metropolitana de Las Vegas, Estados Unidos.

## Antecedentes
El combate de peso pesado entre Derrick Lewis y Chris Daukaus encabezó el evento.
En el evento estaba previsto un combate de peso paja femenino entre Amanda Lemos y Nina Nunes. Sin embargo, Nunes fue retirada del combate por razones no reveladas y fue sustituida por la ex campeona de peso paja de Invicta FC Angela Hill.
Estaba previsto un combate de peso medio entre Anthony Hernandez y Dustin Stoltzfus. Sin embargo, Hernandez se retiró del evento por razones no reveladas y fue sustituido por el recién llegado Caio Borralho. A su vez, Borralho y el oponente de Gerald Meerschaert, Abusupiyan Magomedov, se vieron obligados a retirarse del combate debido a problemas de visa, por lo que la UFC emparejó a Meerschaert y Stoltzfus entre sí para el evento.
Se programó un combate de peso gallo femenino entre Raquel Pennington y Julia Avila. Sin embargo, Avila se vio obligada a retirarse del evento debido a una lesión. Fue sustituida por Macy Chiasson, cambiando así el combate a uno de peso acordado.
Un combate de peso gallo entre Raoni Barcelos y Trevin Jones estaba programado para el evento. Sin embargo, Jones se retiró del combate por razones no reveladas y fue sustituido por Victor Henry. El emparejamiento se canceló horas antes de celebrarse debido a los protocolos de COVID-19.
En el pesaje, tres luchadores no alcanzaron el peso para sus respectivos combates. Justin Tafa pesó 267 libras, una libra por encima del límite de combate de peso pesado sin título (marcando la primera vez en la historia de la UFC que un luchador perdió el peso en esa división); Sijara Eubanks pesó 127.5 libras, 1.5 libras por encima del límite de combate de peso mosca femenino; y Macy Chiasson pesó 148.5 libras, 3.5 libras por encima del límite de combate de peso pluma de las mujeres sin título. Se espera que todos los combates se celebren con un peso de captura y que Tafa, Eubanks y Chiasson reciban una multa de un porcentaje de sus bolsas, que irá a parar a sus oponentes Harry Hunsucker, Melissa Gatto y Raquel Pennington, respectivamente.

## Premios de bonificación
Los siguientes luchadores recibieron bonificaciones de $50000 dólares.
- Pelea de la Noche: Amanda Lemos vs. Angela Hill
- Actuación de la Noche:  Cub Swanson y Melissa Gatto